# Фаленти-Нові
Фаленти-Нові (пол. Falenty Nowe) — село в Польщі, у гміні Рашин Прушковського повіту Мазовецького воєводства.
Населення — 564 особи (2011).
У 1975-1998 роках село належало до Варшавського воєводства.

## Демографія
Демографічна структура станом на 31 березня 2011 року:
|          | Загалом | Допрацездатний вік | Працездатний вік | Постпрацездатний вік |
| -------- | ------- | ------------------ | ---------------- | -------------------- |
| Чоловіки | 290     | 81                 | 183              | 26                   |
| Жінки    | 274     | 62                 | 178              | 34                   |
| Разом    | 564     | 143                | 361              | 60                   |